# Retour à Malaveil

Retour à Malaveil est un roman de Claude Courchay publié en 1982.

## Résumé
Vers 1980, à sa sortie de prison pour le crime d'un touriste qu'il n'a pas commis en 1965, Noël, 37 ans, rentre à Malaveil (Gard). Il épouse Annick et va à Pont-Saint-Esprit. Mais il revient. Son retour « fait parler les rancœurs et la chevrotine ». Il tue Pivolo et se suicide dans la montagne. Coco, cafetier, sait que Pivolo est innocent et trouve la vérité en enterrant Noël au cimetière mais ne le dit à personne...

## Accueil
Le roman se voit décerner le Prix RTL grand public au printemps, et figure, en été, dans la première sélection des Goncourt.

## Adaptation
- Retour à Malaveil, téléfilm de 1989.